# The Harder They Fall
The Harder They Fall (bra: A Trágica Farsa, ou Trágica Farsa; prt: A Queda de um Corpo) é um filme estadunidense de 1956, do gênero drama em estilo de filme noir, dirigido por Mark Robson para a Columbia Pictures.
O roteiro do também produtor Philip Yordan é baseado em livro de Budd Schulberg que por sua vez conta "um mal disfarçado roman à clef" inspirado nas acusações de suborno sofridas por Primo Carnera", um lutador real. Carnera era italiano de grande estatura e envergadura, assim como o personagem "Toro Moreno", um gigante sul-americano interpretado no filme por Mike Lane. Carnera lutou contra o campeão Max Baer, que aparece no filme interpretando o fictício campeão Buddy Brannen. Anteriormente, tanto Baer como Carnera haviam protagonizado o filme de 1933 The Prizefighter and the Lady, também sobre boxeadores. O personagem de Humphrey Bogart (em seu último filme), Eddie Willis, é baseado no escritor e agente de boxe Harold Conrad.

## Sinopse
Ambientado no dramático submundo do boxe, um ex-jornalista esportivo que tem de repensar seus valores diante da crueldade de empresários gananciosos e outros especuladores amorais com os quais entra em acordo para organizar a tal farsa do título. Trata-se de enganar um boxeador inexperiente e "arranjar" lutas; o resultado das armações, obviamente, iria para os bolsos de inescrupulosos agentes.

## Elenco
- Humphrey Bogart .... Eddie Willis
- Rod Steiger .... Nick Benko
- Jan Sterling .... Beth Willis
- Mike Lane .... Toro Moreno
- Edward Andrews .... Jim Weyerhause
- Harold Stone .... Art Leavitt
- Carlos Montalbán .... Luis Agrandi
- Nehemiah Persoff .... Leo
- Felice Orlandi .... Vince Fawcett
- Herbie Faye .... Max
- Rusty Lane .... Danny McKeogh

### Pugilistas
- Max Baer .... Buddy Brannen
- Jersey Joe Walcott .... George
- Pat Comiskey...Gus Dundee
- Joe Greb...Joey Greb

## Bastidores
O filme teve dois finais gravados: em um, Eddie Willis deseja o banimento total do boxe, enquanto em outro ele apenas insiste em uma investigação federal dos empresários. A versão em vídeo opta pelo final "mais pesado" enquanto na televisão norte-americana aparecia a mensagem mais "suave".
Foi o último filme de Humphrey Bogart. Ele morreu no início de 1957. Em fins de 1955, durante as filmagens, ele já estava gravemente doente, tendo sido posteriormente diagnosticado como sofrendo de câncer no esôfago. Ocasionalmente inaudível em algumas tomadas, foi contado que essas falas tiveram quer ser dubladas na pós-produção por Paul Frees, que apareceu no filme como um padre.

## Recepção
O filme foi apresentado no Festival de Cinema de Cannes de 1956.
O crítico de cinema do The New York Times, Bosley Crowther, gostou do filme, escrevendo (tradução aproximada): "É uma história brutal e desagradável, provavelmente um pouco rebuscada e sem a personagem mais quente do Senhor Schulberg—a melancólica viúva que cedeu seus favores amorosos. Mas com todo o primitivismo que o Senhor Yordan e o Senhor Robson puseram no jogo da luta — ferimentos, cenas de lutas brutais de faz-de-conta em um animado e ardoroso filme".
Mais recentemente, o crítico de cinema Dennis Schwartz anotou: "A indisposição no último filme de Bogie não é um nocaute, mas sua atuação contundente é ótima ao representar um jornalista esportivo desesperado por um emprego que aceita ser assessor de imprensa de um trapaceiro das lutas por uma conta no banco... A consciência social no filme é realista, mas falha em chocar ou ter um conteúdo convincente".

### Processo
Primo Carnera processou a Columbia em um milhão e meio de dólares por invasão de privacidade.

## Prêmios e indicações
Oscar
- Oscar de melhor fotografia - preto e branco (indicado)